# Cuestión de confianza (Perú)
La cuestión de confianza en el Perú es un instrumento constitucional con el que cuenta el poder ejecutivo, mediante el cual el Presidente del Consejo de Ministros, en nombre del gabinete en su conjunto, o los ministros individualmente, solicitan el refrendo expreso del Congreso de la República a una política, iniciativa o decisión de gestión. 
En el gobierno de Pedro Castillo, el Congreso aprobó una ley que reinterpretaba la cuestión de confianza y restringía su aplicabilidad (v. § Reinterpretación).
El artículo 133.º de la Constitución peruana establece que el nuevo Presidente del Consejo de Ministros también debe plantear la cuestión de confianza dentro de los 30 días siguientes a su toma de posesión (se denomina específicamente «cuestión de confianza obligatoria» o comúnmente «investidura»).

## Procedimiento

### Para un nuevo gabinete
En Perú, el Presidente de la República es el jefe de Estado y de Gobierno y, como tal, nombra al Presidente del Consejo de Ministros. Éste propone a los ministros y los nombra junto con el presidente. La constitución peruana concede al nuevo gabinete 30 días para asistir al Congreso y presentar la política general del gobierno. Una vez concluida su presentación, el presidente del consejo de ministros debe solicitar la confianza del legislativo.

Artículo 130: Dentro de los treinta días de haber asumido sus funciones, el Presidente del Consejo concurre al Congreso, en compañía de los demás ministros, para exponer y debatir la política general del gobierno y las principales medidas que requiere su gestión. Plantea al efecto cuestión de confianza.

Si el Congreso no está reunido, el Presidente de la República convoca a legislatura extraordinaria.
Artículo 133: El Presidente del Consejo de Ministros puede plantear ante el Congreso una cuestión de confianza a nombre del Consejo. Si la confianza le es rehusada, o si es censurado, o si renuncia o es removido por el Presidente de la República, se produce la crisis total del gabinete.
(Constitución Política del Perú)

El artículo 82 del Reglamento del Congreso de la República del Perú se refiere a este acto como la investidura del Consejo de Ministros y señala que la cuestión de confianza será debatida y votada en la misma sesión en que sea presentada por el presidente del Consejo o en la sesión siguiente. Para aprobar la cuestión de confianza se requiere mayoría simple; los votos a favor deben superar a los votos en contra y abstenciones.

Artículo 82.- Investidura del Consejo de Ministros
... La cuestión de confianza que plantee el Presidente del Consejo de Ministros a nombre del Consejo en su conjunto, será debatida y votada en la misma sesión o en la siguiente, según lo que acuerde en forma previa el Consejo Directivo o en el acto el Pleno del Congreso.
(Reglamento del Congreso de la República)

### Para respaldo de políticas o iniciativas
Al igual que en los regímenes parlamentarios, la cuestión de confianza puede plantearse para hacer frente a una situación entre el Ejecutivo y el Legislativo. En este caso, el ministro o el gabinete piden un respaldo expreso a una política, iniciativa o programa del Gobierno. La pérdida de la cuestión de confianza lleva a la dimisión del ministro que la presentó; en caso de que éste sea el Presidente del Consejo de Ministros, produce una crisis total del gabinete.

Artículo 132: El Congreso hace efectiva la responsabilidad política del Consejo de Ministros, o de los ministros por separado, mediante el voto de censura o el rechazo de la cuestión de confianza. Esta última sólo se plantea por iniciativa ministerial.
[...]

La desaprobación de una iniciativa ministerial no obliga al ministro a dimitir, salvo que haya hecho cuestión de confianza de la aprobación.

Artículo 133: El Presidente del Consejo de Ministros puede plantear ante el Congreso una cuestión de confianza a nombre del Consejo. Si la confianza le es rehusada, o si es censurado, o si renuncia o es removido por el Presidente de la República, se produce la crisis total del gabinete.
(Constitución Política del Perú)

El reglamento del Congreso establece, de igual modo:

Artículo 86.- Moción de censura y cuestión de confianza

c) La cuestión de confianza sólo se plantea por iniciativa ministerial y en sesión del Pleno del Congreso. Puede presentarla el Presidente del Consejo de Ministros a nombre del Consejo en su conjunto o cualquiera de los ministros. Será debatida en la misma sesión que se plantea o en la siguiente
(Reglamento del Congreso de la República)

El Tribunal Constitucional, en la sentencia Congresistas de la República c. Congreso de la República refiere que la cuestión de confianza tiene la finalidad de buscar respaldo político para llevar a cabo políticas de gestión del poder ejecutivo.

75. Este Tribunal Constitucional encuentra que la cuestión de confianza que pueden plantear los ministros ha sido regulada en la Constitución de manera abierta, con la clara finalidad de brindar al Poder Ejecutivo un amplio campo de posibilidades en busca de respaldo político por parte del Congreso, para llevar a cabo las políticas que su gestión requiera.
Tribunal Constitucional (Perú)

### Consecuencias
Cuando el Congreso de la República del Perú niega la confianza a un ministro, éste está obligado a renunciar. Asimismo, supóngase que el Congreso rechaza una iniciativa ministerial sobre la cual un ministro ha formulado una cuestión de confianza para su aprobación. En ese caso, el ministro está obligado a renunciar. Supóngase que niega la confianza al Presidente del Consejo de Ministros del Perú. En ese caso, se produce una crisis total del gabinete, que —tradicionalmente— desemboca en la dimisión de todos los ministros.

Artículo 133 El Presidente del Consejo de Ministros puede plantear ante el Congreso una cuestión de confianza a nombre del Consejo. Si la confianza le es rehusada, o si es censurado, o si renuncia o es removido por el Presidente de la República, se produce la crisis total del gabinete.
(Constitución Política del Perú)

#### Disolución del Congreso
Como en los sistemas parlamentarios, la Constitución Política establece que si el Congreso censura o niega la confianza a dos Consejos de Ministros, el presidente está facultado para disolver el Parlamento y convocar inmediatamente elecciones para la elección de un nuevo Congreso.

Artículo 134 El Presidente de la República está facultado para disolver el Congreso si éste ha censurado o negado su confianza a dos Consejos de Ministros.
El decreto de disolución contiene la convocatoria a elecciones para un nuevo Congreso. Dichas elecciones se realizan dentro de los cuatro meses de la fecha de disolución, sin que pueda alterarse el sistema electoral preexistente.
No puede disolverse el Congreso en el último año de su mandato. Disuelto el Congreso, se mantiene en funciones la Comisión Permanente, la cual no puede ser disuelta.
No hay otras formas de revocatoria del mandato parlamentario.
Bajo estado de sitio, el Congreso no puede ser disuelto.

Artículo 135 Reunido el nuevo Congreso, puede censurar al Consejo de Ministros, o negarle la cuestión de confianza, después de que el Presidente del Consejo haya expuesto ante el Congreso los actos del Poder Ejecutivo durante el interregno parlamentario.
En ese interregno, el Poder Ejecutivo legisla mediante decretos de urgencia, de los que da cuenta a la Comisión Permanente para que los examine y los eleve al Congreso, una vez que éste se instale.

Artículo 136 Si las elecciones no se efectúan dentro del plazo señalado, el Congreso disuelto se reúne de pleno derecho, recobra sus facultades, y destituye al Consejo de Ministros. Ninguno de los miembros de éste puede ser nombrado nuevamente ministro durante el resto del período presidencial.
El Congreso extraordinariamente así elegido sustituye al anterior, incluida la Comisión Permanente, y completa el período constitucional del Congreso disuelto
(Constitución Política del Perú)

## Historia

### Uso parlamentario
De acuerdo a Manuel Vicente Villarán, el voto de confianza surgió como iniciativa parlamentaria y por lo común, los votos fueron emitidos para reafirmar la situación de los ministros combatidos por la oposición y que habían sido objeto de inculpaciones o mociones de censura. Se cita a los siguientes ejemplos:
- El 19 de octubre de 1878, se presentó una moción para dar un voto de confianza al ministro de Hacienda Manuel Antonio Barinaga, quien fue acusado durante una interpelación de realizar actos ilegales. Sin embargo, la moción no se llegó a discutir debido a la renuncia del ministro.
- El 3 de agosto de 1891, el gabinete presidido por Mariano Nicolás Valcárcel recibió el voto de confianza de la Cámara de Diputados, ante una próxima interpelación en el Senado.
- El 25 de agosto de 1904, el Senado dio un voto de confianza a favor del ministro de Gobierno, Juan de Dios Quintana, luego de una interpelación.
- El 12 de agosto de 1909, el Senado dio un voto de confianza al gabinete presidido por Rafael Villanueva Cortez.
- El 4 de agosto de 1911, no prosperó una censura contra los ministros de Gobierno, Enrique Basadre Stevenson, y de Guerra, José Ramón Pizarro y ante ello, se aprobó un voto de confianza.
- El 23 de febrero de 1922, la cámara de diputados, antes de clausurar sus sesiones, dio un voto de confianza al Gabinete presidido por Germán Leguía y Martínez.
- En 8 de octubre de 1934, el Congreso Constituyente otorgó un voto de confianza al gabinete presidido por Alberto Rey de Castro y Romaña.
- El 12 de septiembre de 1960, el Senado dio un voto de confianza al gabinete presidido por Pedro Beltrán Espantoso tras una interpelación.
- El 16 de septiembre de 1982, la Cámara de Diputados otorgó un voto de confianza al gabinete de Manuel Ulloa Elías tras una interpelación.
- El 16 de septiembre de 1986, la Cámara de Diputados otorgó un voto de confianza al Consejo de Ministros de Luis Alva Castro, tras una interpelación.
- El 20 de abril de 1988, los diputados aprobaron una moción de confianza al Consejo de Ministros de Guillermo Larco Cox, tras ser interpelados.

### Uso actual
El Tribunal Constitucional del Perú, en una sentencia de 2018, divide en dos tipos la cuestión de confianza, una obligatoria y una facultativa. La primera es la que se denomina comúnmente como voto de investidura y la segunda es la solicitada por el poder ejecutivo como respaldo a determinadas medidas o acciones de gobierno.
La cuestión de confianza obligatoria o necesaria es introducida en la constitución de 1993 y determina que dentro de los treinta días de ser nombrado, el nuevo Presidente del Consejo de Ministros solicita a la representación un voto de confianza sobre la política general del gobierno y las principales medidas de su gestión. 
Esta tiene su origen en el artículo 167 de la Constitución de 1933 que establecía que el presidente del Consejo de Ministros, al asumir sus funciones, concurrirá a la Cámara de Diputados y al Senado, separadamente, en compañía de los demás Ministros, y expondrá la política general del Poder Ejecutivo. Esta presentación dio lugar a una práctica de las Cámaras de otorgar un voto de confianza finalizada la exposición. 
La constitución de 1979, a diferencia de la actual, establecía que la exposición del Presidente del Consejo de Ministros no daba lugar a voto de confianza.

Artículo 224 El Presidente del Consejo concurre a las Cámaras reunidas en Congreso, en compañía de los demás Ministros, para exponer y debatir el programa general del Gobierno y las principales medidas políticas y legislativas que requiere su gestión.
La exposición no da lugar a voto del Congreso.
Constitución para la República del Perú de 1979

La cuestión de confianza facultativa fue introducida en la Constitución de 1933 como prerrogativa ministerial para la aprobación de una iniciativa:

Artículo 174  La no aprobación de una iniciativa ministerial no obliga al Ministro a dimitir, salvo que hubiese hecho de la aprobación una cuestión de confianza.
Constitución Política del Perú de 1933

Sobre este artículo, Manuel Vicente Villarán (1962) explica:

La Comisión de Constitución del Congreso Constituyente decía al respecto: ‘La no aprobación de una iniciativa ministerial no traduce la desconfianza de la Cámara ni la censura al Ministro, salvo el caso de que este haya hecho de la aprobación una cuestión de confianza, ya por entender que el rechazo afecta la política general del Poder Ejecutivo, ya por considerar que la no aprobación de su iniciativa traduce desconfianza de la Cámara. El ministro debe declarar expresamente que hace de la aprobación una cuestión de confianza. Si la iniciativa es rechazada después de formulada la declaración ministerial, el ministro queda obligado a renunciar (Congreso Constituyente 1931-36, p. 2591).
Manuel Vicente Villarán en Posición constitucional de los ministros en el Perú (1962)

La siguiente Constitución de 1979 recoge nuevamente la cuestión de confianza facultativa y plantea la disolución del parlamento en caso se censure o niegue la confianza a tres Consejos de Ministros:

Artículo 226 La Cámara de Diputados hace efectiva la responsabilidad política del Consejo de Ministros o de los Ministros por separado mediante el voto de censura o de falta de confianza. Este último solo se produce por iniciativa ministerial.
[...]

La desaprobación de una iniciativa ministerial no obliga al Ministro a dimitir, salvo que haya hecho de la aprobación una cuestión de confianza.
Artículo 227 El Presidente de la República esta facultado para disolver la Cámara de Diputados se esta ha censurado o negado confianza a tres Consejos de Ministros.
Constitución para la República del Perú de 1979

Por último, la Constitución peruana añade que el Presidente del Consejo de Ministros puede presentar una cuestión de confianza en nombre del consejo en su conjunto y reduce a dos el número de votos de censura o no confianza necesarios para la disolución del Congreso. Esto forma parte del equilibrio de poderes.

### Reinterpretación

#### Ley de desarrollo constitucional sobre la cuestión de confianza
El 19 de octubre de 2021, el Congreso de la República del Perú aprobó, por insistencia, una ley que reinterpreta el ejercicio de la cuestión de confianza regulada en el último párrafo del artículo 132 y en el artículo 133 de la Constitución, que establece:

Artículo único.- Del ejercicio de la cuestión de confianza regulada en el último párrafo del artículo 132 y en el artículo 133 de la Constitución Política del Perú.

La facultad que tiene un ministro y la del presidente del Consejo de Ministros a nombre del Consejo, de plantear una cuestión de confianza conforme al último párrafo del artículo 132 y al artículo 133 de la Constitución Política del Perú, está referida a materias de competencia del Poder Ejecutivo relacionadas directamente a la concreción de su política general de gobierno, no encontrándose, entre ellas, las relativas a la aprobación o no de reformas constitucionales ni las que afecten los procedimientos y las competencias exclusivas y excluyentes del Congreso de la República o de otros organismos constitucionalmente autónomos.
Extracto de la Ley N.º 31355 promulgada por el Congreso de la República en El Peruano 

Según dicha ley, el presidente del Consejo de Ministros no podrá plantear una cuestión de confianza sobre la aprobación de reformas constitucionales o proyectos de ley que afecten a procedimientos y competencias del Congreso o de otros órganos constitucionalmente autónomos.

#### Nuevo acuerdo sobre cuestión de confianza
El tema de cuestión de confianza fue nuevamente planteada en 2022 pero fue revocado en una sentencia del Tribunal Constitucional.

## Cuestiones de confianza

### Para nuevos gabinetes
| Fecha | Presidente                | Presidente del Consejo de Ministros    | Votación                                   |
| --- | ------------------------- | -------------------------------------- | ------------------------------------------ |
| 17 de marzo de 1994                                                                                       | Alberto Fujimori Fujimori | Efraín Goldenberg Schreiber            | A mano alzada, a favor                     |
| 22 de agosto de 1995                                                                                      | Alberto Fujimori Fujimori | Dante Córdova Blanco                   | 86 a favor, 3 en contra, 24 abstenciones   |
| 3 de mayo de 1996                                                                                         | Alberto Fujimori Fujimori | Alberto Pandolfi Arbulú                | 64 a favor, 9 en contra, 15 abstenciones   |
| 6 de julio de 1998                                                                                        | Alberto Fujimori Fujimori | Javier Valle Riestra González Olaechea | 68 a favor, 32 en contra, 2 abstenciones   |
| 4 de septiembre de 1998                                                                                   | Alberto Fujimori Fujimori | Alberto Pandolfi Arbulú                | 63 a favor, 17 en contra, 1 abstención     |
| 28 de enero de 1999                                                                                       | Alberto Fujimori Fujimori | Victor Joy Way Rojas                   | 64 a favor, 18 en contra, 7 abstenciones   |
| 11 de noviembre de 1999                                                                                   | Alberto Fujimori Fujimori | Alberto Bustamante Belaúnde            | 57 a favor, 20 en contra, 0 abstenciones   |
| 24 de agosto de 2000                                                                                      | Alberto Fujimori Fujimori | Federico Salas Guevara Schultz         | 69 a favor, 25 en contra y 16 abstenciones |
| 11 de diciembre de 2000                                                                                   | Valentín Paniagua         | Javier Pérez de Cuellar                | 74 a favor, 1 en contra y 7 abstenciones   |
| 23 de agosto de 2001                                                                                      | Alejandro Toledo Manrique | Roberto Dañino Zapata                  | 106 a favor, 0 en contra y 1 abstención    |
| 9 de agosto de 2002                                                                                       | Alejandro Toledo Manrique | Luis Solari de la Fuente               | 57 a favor, 1 en contra y 20 abstenciones  |
| 18 de julio de 2003                                                                                       | Alejandro Toledo Manrique | Beatriz Merino Lucero                  | 61 a favor, 1 en contra y 17 abstenciones  |
| 13 de enero de 2004                                                                                       | Alejandro Toledo Manrique | Carlos Ferrero Costa                   | 49 a favor, 6 en contra y 44 abstenciones  |
| 25 de agosto de 2005                                                                                      | Alejandro Toledo Manrique | Pedro Pablo Kuczynski                  | 60 a favor, 6 en contra y 29 abstenciones  |
| 24 de agosto de 2006                                                                                      | Alan García Pérez         | Jorge del Castillo Gálvez              | 75 a favor, 18 en contra y 23 abstenciones |
| 6 de noviembre de 2008                                                                                    | Alan García Pérez         | Yehude Simon Munaro                    | 58 a favor, 14 en contra y 9 abstenciones  |
| 10 de agosto de 2009                                                                                      | Alan García Pérez         | Javier Velásquez Quesquén              | 68 a favor, 14 en contra y 11 abstenciones |
| 5 de octubre de 2010                                                                                      | Alan García Pérez         | José Antonio Chang                     | 51 a favor, 17 en contra y 4 abstenciones  |
| 18 de abril de 2011                                                                                       | Alan García Pérez         | Rosario Fernández Figueroa             | 47 a favor, 0 en contra y 28 abstenciones  |
| 25 de agosto de 2011                                                                                      | Ollanta Humala            | Salomón Lerner Ghitis                  | 87 a favor, 0 en contra y 23 abstenciones  |
| 5 de enero de 2012                                                                                        | Ollanta Humala            | Óscar Valdés Dancuart                  | 71 a favor, 0 en contra y 34 abstenciones  |
| 21 de agosto de 2012                                                                                      | Ollanta Humala            | Juan Jiménez Mayor                     | 73 a favor, 38 en contra y 2 abstenciones  |
| 21 de noviembre de 2013                                                                                   | Ollanta Humala            | César Villanueva Arévalo               | 73 a favor, 39 en contra y 1 abstención    |
| 17 de marzo de 2014                                                                                       | Ollanta Humala            | René Cornejo Díaz                      | 66 a favor, 52 en contra y 9 abstenciones  |
| 22 de agosto de 2014                                                                                      | Ollanta Humala            | Ana Jara Velásquez                     | 55 a favor, 54 en contra y 9 abstenciones  |
| 27 de abril de 2015                                                                                       | Ollanta Humala            | Pedro Cateriano Bellido                | 73 a favor, 10 en contra y 39 abstenciones |
| 20 de agosto de 2016                                                                                      | Pedro Pablo Kuczynski     | Fernando Zavala Lombardi               | 121 a favor, 2 en contra y 1 abstención    |
| 12 de octubre de 2017                                                                                     | Pedro Pablo Kuczynski     | Mercedes Aráoz Fernández               | 83 a favor, 17 en contra y 0 abstenciones  |
| 2 de mayo de 2018                                                                                         | Martín Vizcarra           | César Villanueva Arévalo               | 94 a favor, 19 en contra y 2 abstenciones  |
| 5 de abril de 2019                                                                                        | Martín Vizcarra           | Salvador del Solar Labarthe            | 46 a favor, 27 en contra y 21 abstenciones |
| 28 de mayo de 2020                                                                                        | Martín Vizcarra           | Vicente Zeballos Salinas1              | 89 a favor, 35 en contra y 4 abstenciones  |
| 4 de agosto de 2020                                                                                       | Martín Vizcarra           | Pedro Cateriano Bellido                | 37 a favor, 54 en contra y 34 abstenciones |
| 11 de agosto de 2020                                                                                      | Martín Vizcarra           | Walter Martos Ruiz                     | 115 a favor, 5 en contra y 4 abstenciones  |
| 3 de diciembre de 2020                                                                                    | Francisco Sagasti         | Violeta Bermúdez Valdivia              | 111 a favor, 7 en contra y 1 abstención    |
| 27 de agosto de 2021                                                                                      | Pedro Castillo            | Guido Bellido Ugarte                   | 73 a favor, 50 en contra y 0 abstenciones  |
| 4 de noviembre de 2021                                                                                    | Pedro Castillo            | Mirtha Vásquez Chuquilín               | 68 a favor, 56 en contra y 1 abstención    |
| 9 de marzo de 2022                                                                                        | Pedro Castillo            | Aníbal Torres Vásquez                  | 64 a favor, 58 en contra y 2 abstenciones  |
| 10 de enero de 2023                                                                                       | Dina Boluarte             | Luis Alberto Otárola Peñaranda         | 73 a favor, 43 en contra y 6 abstenciones  |
| 3 de abril de 2024                                                                                        | Dina Boluarte             | Gustavo Adrianzén Olaya                | 70 a favor, 36 en contra y 17 abstenciones |
| 1. Zeballos solicitó también la confianza por los actos del Ejecutivo durante el interregno parlamentario |                           |                                        |                                            |

### Como respaldo político o para aprobación de iniciativas
| Fecha                    | Presidente                | Ministro                    | Ministerio                                                 | Tema | Votación |
| ------------------------ | ------------------------- | --------------------------- | ---------------------------------------------------------- | --- | --- |
| 18 de enero de 1968      | Fernando Belaúnde Terry   | Tulio de Andrea Marcazzolo  | Hacienda                                                   | El ministro solicitó la aprobación del proyecto de Presupuesto de la República y un programa de reforma tributaria (enviado por el Ejecutivo) como una cuestión de confianza. | en contra |
| 27 de abril de 1993      | Alberto Fujimori Fujimori | Alberto Varillas Montenegro | Educación                                                  | Luego de una interpelación sobre la política educativa del gobierno | a favor |
| 13 de junio de 1996      | Alberto Fujimori Fujimori | Alberto Pandolfi Arbulú     | Presidencia del Consejo de Ministros y Pesquería           | Política de privatizaciones del gobierno | 70 a favor y 17 en contra. |
| 26 de septiembre de 1996 | Alberto Fujimori Fujimori | Alberto Pandolfi Arbulú     | Presidencia del Consejo de Ministros y Energía y Minas     | Después de una interpelación hecha a los ministros Pandolfi (Presidente del Consejo), Juan Briones Dávila (Interior) y Tomás Castillo Meza (Defensa) por el caso Chávez Peñaherrera "Vaticano" y Montesinos. Cuestión de confianza a nombre de los 3 ministros.                                            | 63 a favor, 32 en contra |
| 8 de mayo de 1997        | Alberto Fujimori Fujimori | Jorge González Izquierdo    | Trabajo y Promoción Social                                 | Después de una interpelación sobre las políticas laborales y reducción de puestos de trabajo | a favor |
| 8 de mayo de 1997        | Alberto Fujimori Fujimori | Alberto Pandolfi Arbulú     | Presidencia del Consejo de Ministros y Energía y Minas     | Después de una interpelación por el caso Montesinos y Miyagusuku | a favor |
| 2 de octubre de 1997     | Alberto Fujimori Fujimori | Jorge Camet Dickmann        | Economía y Finanzas                                        | Respaldo al programa económico (renegociación de la deuda externa, reinserción del Perú en sistema financiero) | 59 a favor, 18 en contra |
| 21 de abril de 1998      | Alberto Fujimori Fujimori | Jorge Camet Dickmann        | Economía y Finanzas                                        | Luego de una interpelación por las poblaciones afectadas por El Niño y la crisis asiática | 54 a favor, 18 en contra |
| 9 de agosto de 2012      | Ollanta Humala Tasso      | Pedro Cateriano Bellido     | Defensa                                                    | Cateriano solicitó facultades para legislar en materia de Defensa y presentó proyectos de ley. El ministro hizo cuestión de confianza sobre la aprobación del proyecto de ley para otorgar facultades en materia de reforma del régimen remunerativo y de pensiones para las Fuerzas Armadas y policiales. | 70 a favor, 31 en contra y 1 abstención (aprobación de la facultad)                                                                            |
| 21 de junio de 2017      | Pedro Pablo Kuczynski     | Alfredo Thorne Vetter       | Economía y Finanzas                                        | Sobre la continuidad en el cargo ante acusaciones. | 11 a favor, 88 en contra, 2 abstenciones |
| 15 de septiembre de 2017 | Pedro Pablo Kuczynski     | Fernando Zavala Lombardi    | Presidencia del Consejo de Ministros y Economía y Finanzas | Política educativa del gobierno | 22 a favor, 77 en contra y 16 abstenciones |
| 19 de septiembre de 2018 | Martín Vizcarra           | César Villanueva Arévalo    | Presidencia del Consejo de Ministros                       | Proyectos de ley sobre reformas de justicia | 82 a favor, 22 en contra y 14 abstenciones. |
| 4 de junio de 2019       | Martín Vizcarra           | Salvador del Solar Labarthe | Presidencia del Consejo de Ministros                       | Proyectos de ley sobre reforma política (reformas constitucionales y electorales) | 77 a favor, 44 en contra y 3 abstenciones |
| 30 de septiembre de 2019 | Martín Vizcarra           | Salvador del Solar Labarthe | Presidencia del Consejo de Ministros                       | Proyecto de ley para la modificación del proceso de selección de los magistrados del Tribunal Constitucional. | 50 a favor, 31 en contra, 13 abstenciones |
| 17 de noviembre de 2022  | Pedro Castillo            | Aníbal Torres Vásquez       | Presidencia del Consejo de Ministros                       | Proyecto de ley que deroga la Ley 31399, en lo relativo al procedimiento de participación ciudadana en reformas constitucionales | Rechazada de plano por la Mesa Directiva del Congreso, por tratarse de materias prohibidas para el planteamiento de una cuestión de confianza. |